# José Enrique Rodó
Pour les articles homonymes, voir José Enrique Rodó (ville).
José Enrique Camilo Rodó Piñeyro (Montevideo, Uruguay, 15 juillet 1871 - Palerme, Italie, 1er mai 1917) est un écrivain et politique uruguayen. C'est un intellectuel qui prend part à la politique de son pays et un essayiste dont les œuvres mettent en évidence le malaise hispano-américain de la fin du XIXe siècle. Son style, raffiné et poétique, est typique du modernisme et ses idées sont de tradition gréco-latine.

## Biographie

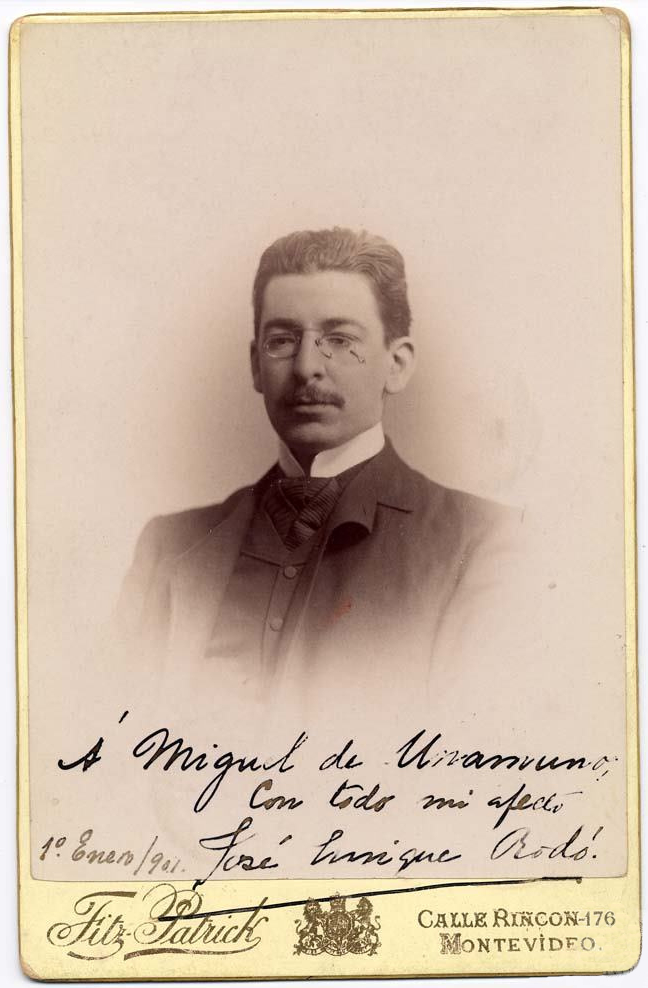
Rodó par John Fitz-Patrick

Membre d'une famille de la haute bourgeoisie uruguayenne, il apprend à lire dès l'âge de quatre ans à l'aide de sa sœur, et devient un lecteur passionné. Son parcours scolaire est irrégulier dès ses débuts. Il commence ses études dans le prestigieux collège Elbio Fernández de Montevideo où il s'intéresse principalement à l'histoire et à la littérature. 
Les problèmes économiques de sa famille, les déboires du négoce de son père puis sa mort le forcent à commencer à travailler à l'âge de 14 ans comme aide dans une étude de greffiers. Il développe ses talents de journaliste et dès 1895, il publie certains de ses poèmes et de ses articles dans des journaux. Ses critiques littéraires sont publiées dans la  Revue nationale de littérature et des sciences sociales (1895-1897) qu'il fonde avec d'autres intellectuels uruguayens. En 1896, cette même revue publie deux de ses essais : El que vendrá (« celui qui viendra ») et La novela nueva (« la nouvelle nouvelle »). Dans ces écrits Rodó se propose d'analyser certains aspects qui contribuent au malaise de son époque. Il offre une alternative spirituelle, l'espoir de la venue d'un Rédempteur qui puisse établir une nouvelle vie basée sur l'amour, l'harmonie et la paix.
Il s'implique dans la vie politique comme membre du Parti Colorado d'Uruguay de José Batlle y Ordóñez dès 1902 et se fait élire comme député de Montevideo pour trois mandats.
Il s'éloigne de Batlle après l'écriture de Liberalismo y Jacobinismo (« libéralisme et jacobinisme »). Ses essais, où il défend l'américanisme et critique la culture nord-américaine ont été extraordinairement diffusés : Ariel, Motivos de Proteo ( « les raisons de Protée ») et El mirador de Próspero (« le balcon de Prospero »). 
Résident au Grand Hotel et des Palmes à Palerme en Sicile depuis un mois en tant que correspondant de la revue argentine Caras y Caretas, Rodò meurt après avoir été hospitalisé dans la nuit du 30 avril pour des douleurs intenses, identifiées à la fièvre typhoïde et à une néphrite mais pourrait aussi être un empoisonnement. Ses restes sont transportés à Montevideo en 1920. Sa prose lisse et sa pensée pointue influencent de nombreuses générations dans toute l'Amérique.

## Œuvre
- La novela nueva (« La nouvelle nouvelle » )(1897),
- El que vendrá ( « Celui qui viendra ») (1897)
- Ariel (1900)
- Liberalismo y Jacobinismo (« Libéralisme et jacobinisme ») (1906)
- Motivos de Proteo (« les raisons de Proteo » ) (1909)
- El mirador de Próspero (« Le balcon de Prospero » ) (1913)
- El camino de Paros (« Les chemins de Paros ») (1918 posthume)
- Nuevos motivos de Proteo (« Les nouvelles raisons de Proteo » ) (1927 posthume)

## Traductions
- José Enrique Rodó, Ariel : appel à la jeunesse latino-américaine, et autres textes, sélection, traduction, notes et préface de Brigitte Natanson et Emmanuelle Rimbot, Saint-Etienne :Publications de l'Université de Saint-Etienne, 2014, 216 p. Collection Long courriers.  (ISBN 978-2-86272-650-2)